# Broadway (Band)
Broadway ist eine fünfköpfige US-amerikanische Rockband aus Kissimmee/Florida, bestehend aus Misha Camacho (Gesang), Jake Garland (Schlagzeug), Gabriel Fernandez (Bass) sowie Felipe Sanchez und Sean Connors (Gitarre). Garland spielt nebenbei bei Memphis May Fire.

## Geschichte
Ihr Debütalbum veröffentlichte die Gruppe im Jahr 2009 unter dem Label Uprising Records (u. a. Carnifex, Dr. Acula, Emmure, My Bitter End). Es heißt Kingdoms und ist weltweit erhältlich. Zum Lied Same Thing We Do Everyday Pinky, in dem Craig Owens von Chiodos einen Gastauftritt hat, wurde ein Video von Robby Starbuck, welcher schon mit Silverstein, Asking Alexandria und Pierce the Veil zusammenarbeitete, gedreht. Im Lied Don't Jump the Shark Before You Save the Whale war Jonny Craig von Emarosa Gastmusiker. Zuvor veröffentlichte die Gruppe im Jahr 2007 eine EP unter dem Titel Scratch and Sniff in Eigenregie.
Am 19. Juni 2012 erschien mit Gentlemen's Brawl das zweite Studioalbum, erneut über Uprising Records. Ursprünglich war eine Veröffentlichung am 22. Mai vorgesehen, aber der Release wurde laut dem Musikmagazin Alternative Press verschoben. Die Gruppe hatte ursprünglich geplant, das Album nur digital zu veröffentlichen. Aufgrund der Tatsache, dass das Album bei vielen Konzertmanagern und Vertrieben gut ankam, wurde der Band ein Angebot unterbreitet, das Album auch auf CD zu veröffentlichen. Im November spielte die Gruppe gemeinsam mit Atlantis durch das Vereinigte Königreich. Direkt im Anschluss folgte eine Europatour, die auch durch Deutschland, Frankreich und Österreich führte. Zuvor tourte die Gruppe im September gemeinsam mit Us, From Outside und These Hearts durch die Vereinigten Staaten.
Im Februar 2013 tourte die Band gemeinsam mit The Red Jumpsuit Apparatus unter anderem durch die US-Bundesstaaten Texas, Illinois, Indiana und Oklahoma. Die Gruppe schrieb 2013 an neuem Material für das nächste Album. Eine Crowdfunding-Kampagne auf der Plattform Kickstarter zur Finanzierung der Produktionskosten für das neue Album scheiterte jedoch. Die Gruppe musste dadurch das angestrebte Album weiter nach hinten verlegen. Im Jahr 2014 arbeitete die Band im Studio um ein neues Album mit neuem Konzept aufzunehmen. Die erste Single Volcano Jack erschien Mitte Juli 2014. Im weiteren Verlauf des Jahres wurde mit Artificial Love eine weitere Single veröffentlicht. Das Konzeptalbum Contexture: Gods, Men, and the Infinite Cosmos wurde schließlich am 10. März 2015 auf digitaler Basis veröffentlicht.
Ehemalige Mitglieder sind unter anderem Bryan Camara (Gitarre) und Jack Fowler (Gitarre). Letzterer spielt nun bei Sleeping with Sirens. 2013 verließ auch Schlagzeuger Jake Garland die Band um sich ganz auf Memphis May Fire konzentrieren zu können.

## Stil
Die Band spielt Alternative Rock mit Einflüssen aus dem Post-Hardcore und teilweise auch dem Emo.

## Diskografie

### EPs
- 2007: Scratch and Sniff (Eigenproduktion)

### Alben
- 2009: Kingdoms (Uprising Records)
- 2012: Gentlemen's Brawl (Uprising Records)
- 2015: Contexture: Gods, Men, and the Infinite Cosmos (kein Label)

### Musikvideos
- Same Thing We Do Everyday Pinky
- The Last Saturday